# Alekséi Drozdov
Alekséi Drozdov (Rusia, 3 de diciembre de 1983) es un atleta ruso especializado en la prueba de decatlón, en la que ha logrado ser medallista de bronce europeo en 2006.

## Carrera deportiva
En el Campeonato Europeo de Atletismo de 2006 ganó la medalla de bronce en la competición de decatlón logrando 8350 puntos, que fue su mejor marca persona, siendo superado por el checo Roman Šebrle y el húngaro Attila Zsivoczky (plata con 8356 puntos).